# Noyelles-lès-Seclin
Noyelles-lès-Seclin es una comuna francesa situada en el departamento del Norte, en la región de Alta Francia.

## Demografía
| 318 | 306 | 358 | 1035 | 1011 | 846 | 852 |
| Para los censos de 1962 a 1999 la población legal corresponde a la población sin duplicidades (Fuente: INSEE [Consultar]) |     |     |      |      |     |     |